# Metropolitana di Wuxi
La metropolitana di Wuxi è la metropolitana che serve la città cinese di Wuxi.

## Linee in esercizio
- Metropolitane del mondo

linea 1
linea 2
linea 3-1
linea 4-1
linea S1

## Costruzione e pianificazione

### Linea in costruzione
linea 4-2
linea 5-1
linea 6-1
linea S2

### Pianifica il percorso
linea 4-3
linea 5-2
linea 6-2
linea 3Estensione nord
linea 3Estensione sud
linea 3diramazione
linea 2Estensione est
linea 7
linea 8